# Conseil économique, social, environnemental, de la culture et de l'éducation de Martinique
Salle Camille-Darsières, 
 hôtel de la collectivité territoriale de Martinique 
 Fort-de-France
Le conseil économique, social, environnemental, de la culture et de l’éducation de Martinique (CESECEM) est l’institution consultative de la collectivité territoriale de Martinique.
Composé de 68 membres, il succède aux deux organes consultatifs du conseil régional, le conseil économique, social et environnemental régional (CESER) et le conseil de la culture, de l’éducation et de l’environnement (CCEE) à compter du 1er janvier 2018.

## Histoire
Le conseil économique, social, environnemental, de la culture et de l’éducation de Martinique est un organe délibérant consultatif à statut particulier créé dans le cadre de la loi du 27 juillet 2011 relative aux collectivités territoriales de Guyane et de Martinique devant entrer en vigueur à la première réunion de l’assemblée de Martinique. Reportée à deux reprises,, celle-ci se déroule le 18 décembre 2015.
Bien que la collectivité territoriale de Martinique soit officiellement créée le 1er janvier 2016, le conseil économique, social, environnemental, de la culture et de l’éducation de Martinique n’est pas mis en œuvre, sa date d’installation devant être fixée par décrets pris en Conseil d’État (article L. 7226-3 du Code général des collectivités territoriales). Trois décrets d’application sont promulgués :
- le premier, du 11 décembre 2015 (articles 2 et 3), définit les modalités de la composition et du fonctionnement du conseil[δ] ;
- le deuxième, du 30 décembre 2015 (article 6), prolonge à titre transitoire le mandat des membres du conseil économique, social et environnemental régional (CESER) et le conseil de la culture, de l’éducation et de l’environnement (CCEE) jusqu’au 31 décembre 2016 au plus tard et place les deux organes sous la tutelle de la collectivité territoriale[ε] ;
- le troisième, du 24 novembre 2016 (article 1), reporte la période transitoire au 31 décembre 2017[ζ].

Enfin, l’article 29 de la loi du 28 février 2017 de programmation relative à l’égalité réelle outre-mer et portant autres dispositions en matière sociale et économique comble le vide juridique législatif (absence du CESECEM dans les faits) en prévoyant que les membres des conseils restent en fonction jusqu’à l’installation du nouveau conseil économique, social, environnemental, de la culture et de l’éducation au plus tard avant le 31 décembre 2017.
Le préfet de la Martinique détermine le 15 décembre 2017 le nombre de membres dans chaque section du CESECEM par organisme représenté. Ils sont désignés par arrêtés préfectoraux des 29 décembre 2017, 26 février et 8 mars 2018,. La séance d’installation du conseil économique, social, environnemental, de la culture et de l’éducation de Martinique intervient finalement le 15 mars 2018, dans la salle Camille-Darsières de l’hôtel de la Collectivité territoriale à Fort-de-France.
Le 22 novembre 2018, une nouvelle représentation au sein du conseil est mise en place par les services préfectoraux de la Martinique ; elle est complétée par la désignation de nouveaux représentants par arrêtés préfectoraux des 12 décembre 2018 et 18 janvier 2019,.

## Rôle et fonctionnement
Le caractère spécifique de la collectivité territoriale de Martinique fait du conseil économique, social, environnemental, de la culture et de l’éducation de Martinique un conseil économique, social et environnemental régional particulier défini spécialement par le Code général des collectivités territoriales.

« L’assemblée de Martinique est assistée d’un conseil économique, social, environnemental, de la culture et de l’éducation de Martinique. »

— Article L. 7226-1 du Code général des collectivités territoriales (CGCT).
Le conseil économique, social, environnemental, de la culture et de l’éducation de Martinique (CESECEM) est divisé en deux parties (articles L. 7226-2 et R. 7226-1 du CGCT) : la section économique, sociale et environnementale dotée de 45 membres et la section de la culture, de l’éducation et des sports dotée de 23 membres (articles R. 7226-2 et R. 7226-3 du CGCT).
Ses représentants sont nommés sur proposition des organismes représentés définis par le préfet de la Martinique (article R. 7226-4 du CGCT), en respectant le principe de la parité lorsque ces derniers nomment plus d’une personne (article L. 7226-3 du CGCT). Un arrêté préfectoral constate la désignation des membres à l’exception des personnalités pleinement nommées par le représentant de l’État dans la collectivité (article L. 7226-4 du CGCT).
La durée du mandat, qui est renouvelable, est fixée à six ans. En cas de vacance d’un siège, le représentant de l’État est chargé de désigner un remplaçant dans un délai de deux mois à compter du constat ; le mandat de celui-ci expire à la fin du mandat de la personne à qui elle succède (article R. 7226-7 du CGCT). Un membre perdant la qualité pour laquelle il a été élu ou privé du droit électoral perd son mandat de droit (article R. 7226-8 du CGCT).
Un membre d’une section ne peut appartenir à l’autre section (article R. 7226-6 du CGCT). De même, la fonction de conseiller de l’assemblée de Martinique est incompatible avec le mandat de représentant du CESECEM (article L. 7226-3 du CGCT).
Doté de son propre règlement intérieur (article L. 7226-4 du CGCT), le conseil élit le président et les membres du bureau (siégeant en commission permanente) au scrutin secret. De plus, chaque section élit dans les mêmes conditions son propre président qui a rang de vice-président et siège de droit dans la commission permanente (article L. 7226-4 du CGCT).
Il est préalablement et obligatoirement consulté par l’assemblée de Martinique sur les sujets touchant (article L. 7271-1 du CGCT) :
- à la préparation du plan de développement économique, social et culturel ;
- à la préparation et l’exécution du plan de la Nation ;
- à la répartition et l’utilisation des crédits de l’État destinés aux investissements d’intérêt territorial ;
- aux orientations générales du projet de budget.

Donnant également son avis sur les résultats de mise en œuvre des sujets obligatoires, il peut émettre un avis sur tout action ou projet touchant aux matières économique ou sociale par saisine du président de l’assemblée ou par auto-saisine (article L. 7271-1 du CGCT). Chaque section peut également émettre un avis qui doit être validé par le CESECEM avant transmission à l’autorité compétente (article L. 7226-2 du CGCT).

## Organisation

### Bureau
Le bureau est élu lors de la séance d’installation du conseil (article R. 7226-21 du CGCT). Il est élu pour la moitié de la durée du mandat du conseil, ses membres — à l’exception du président — étant rééligibles (article R. 7226-9 du CGCT).
Avec le président et les deux vice-présidents, sa composition ne peut excéder huit membres (article R. 7226-22 du CGCT).
Les membres du bureau du CESECEM à la suite de l'élection du 18 mars 2024.

#### Président
Le président est désigné lors de la séance d’installation du conseil (article R. 7226-21 du CGCT). Il est élu pour la moitié de la durée du mandat du conseil, alternativement dans chacune des sections (article R. 7226-9 du CGCT). Il convoque les membres du CESECEM et assure la police des séances (articles R. 7226-12 R. 7226-15 du CGCT). En cas d’égalité de voix, la sienne est prépondérante (article R. 7226-19 du CGCT).
Du point de vue administratif, le président dirige les personnels et les services mis à la disposition du conseil (articles R. 7226-12 L. 7226-6 du CGCT).
| Période      | Période      | Identité                   | Organisme représenté | Qualité                                                       |
| ------------ | ------------ | -------------------------- | -------------------- | ------------------------------------------------------------- |
| 15 mars 2018 | 20 mai 2021  | Patrick Lecurieux-Durival, | Medef                | Délégué général du Medef en Martinique                        |
| 20 mai 2021  | 18 mars 2024 | Justin Daniel              |                      | Professeur de Sciences Politiques à l'Université des Antilles |
| 18 mars 2024 | En cours     | Éric Bellemare             |                      | secrétaire général du syndicat Force Ouvrière Martinique.     |

#### Vice-présidents
Les vice-présidents sont, de droit, les présidents de section, membres de la commission permanente. Ils sont élus par chacune d’elles au scrutin secret (article L. 7226-5 du CGCT).

##### Section économique, sociale et environnementale
| Période      | Période  | Identité        | Organisme représenté | Qualité                                            |
| ------------ | -------- | --------------- | -------------------- | -------------------------------------------------- |
| 15 mars 2018 | En cours | Éric Bellemare, | CGT-FO               | Secrétaire général de Force ouvrière en Martinique |

##### Section de la culture, de l’éducation et des sports
| Période      | Période  | Identité       | Organisme représenté | Qualité                                                |
| ------------ | -------- | -------------- | -------------------- | ------------------------------------------------------ |
| 15 mars 2018 | En cours | Justin Daniel, | CAEC CNRS            | Directeur du Laboratoire caribéen de sciences sociales |

### Autres membres du bureau
Les huit autres membres du bureau élus le 15 mars 2018 sont, : 
- Philippe Jock (chambre de commerce et d’industrie de la Martinique) ;
- Alain Hierso (Confédération générale du travail de la Martinique) ;
- Joëlle Thailamé (Association départementale d’urbanisme et d’aménagement de la Martinique et Conseil d’architecture, d’urbanisme et d’environnement) ;
- Marius Mâ (Union départementale des mutuelles et chambre régionale d’économie sociale et solidaire) ;
- Céline Rose (Confédération des petites et moyennes entreprises de la Martinique) ;
- Raphaëlla Be-Gromangin (Tropiques Atrium Scène nationale) ;
- Germain Soumbo (comité régional olympique et sportif de la Martinique), décédé le 13 juillet 2018 ;
- Myriane Joly (centres de formation d’apprentis).

### Composition des sections
La section économique, sociale et environnementale, dotée de 5 collèges spécifiques, se compose de 45 membres (article R. 7226-2 du CGCT) ; celle de la culture, de l’éducation et des sports, également dotée de 5 collèges spécifiques, de 23 (article R. 7226-3 du CGCT).
| Collège | Type d’organisme | Représentants |
| ------- | --- | ------------- |
| 1er     | Entreprises et activités professionnelles non salariées                                                                        | 15            |
| 2e      | Organisations syndicales de salariés et de la fonction publique représentative au niveau de la Martinique                      | 15            |
| 3e      | Organismes participant à la vie collective en matière économique et sociale                                                    | 7             |
| 4e      | Organismes participant à la qualité de l’environnement, au développement durable et solidaire et à l’animation du cadre de vie | 7             |
| 5e      | Personnalité qui concourt au développement économique et social de la Martinique nommée par le préfet                          | 1             |
|         | | 45 membres    |

| Collège | Type d’organisme | Représentants |
| ------- | --- | ------------- |
| 1er     | Organismes participant à la vie culturelle et médiatique                                                                          | 7             |
| 2e      | Organismes participant à la vie éducative, à l’enseignement, à la recherche et à l’innovation                                     | 7             |
| 3e      | Organismes participant à la vie formation professionnelle et à l’apprentissage                                                    | 4             |
| 4e      | Organismes participant à la vie sportive                                                                                          | 4             |
| 5e      | Personnalité ayant des qualités dans les domaines de la culture, de l’éducation et ou du sport en Martinique nommée par le préfet | 1             |
|         | | 23 membres    |

## Commissions
Le nombre, la composition, les compétences et les règles de fonctionnement des commissions sont fixées par le règlement intérieur (article R. 7226-22 du CGCT).
| Commission                                                |
| --------------------------------------------------------- |
| Emploi et Dialogue social                                 |
| Environnement, Risques majeurs et Aménagement de l’espace |
| Développement économique et Coopération                   |
| Textes juridiques, Finances et Prospective                |

| Commission                                                 |
| ---------------------------------------------------------- |
| Culture et Communication                                   |
| Éducation, Formation professionnelle et Apprentissage      |
| Enseignement supérieur, Recherche et Innovation            |
| Sports, Santé, Solidarité, Cadre de vie et Vie associative |

### Sources
- Journal officiel de la République française

1. ↑  « Loi no 2011-884 du 27 juillet 2011 relative aux collectivités territoriales de Guyane et de Martinique », Journal officiel de la République française, no 173,‎ 28 juillet 2011 (lire en ligne [PDF]).
2. ↑  « Loi no 2013-403 du 17 mai 2013 relative à l’élection des conseillers départementaux, des conseillers municipaux et des conseillers communautaires, et modifiant le calendrier électoral », Journal officiel de la République française, no 114,‎ 18 mai 2013 (lire en ligne [PDF]).
3. ↑  « Loi no 2015-29 du 16 janvier 2015 relative à la délimitation des régions,
aux élections régionales et départementales et modifiant le calendrier électoral », Journal officiel de la République française, no 14,‎ 17 janvier 2015 (lire en ligne [PDF]).
4. ↑  « Décret no 2015-1666 du 11 décembre 2015 portant application de la loi no 2011-884 du 27 juillet 2011 relative aux collectivités de Guyane et de Martinique et modifiant la partie réglementaire (R) du Code général des collectivités territoriales », Journal officiel de la République française, no 289,‎ 13 décembre 2015 (lire en ligne [PDF]).
5. ↑  « Décret no 2015-1917 du 30 décembre 2015 modifiant le Code général des collectivités territoriales et relatif à la refonte de la carte des conseils économiques, sociaux et environnementaux régionaux, à leur composition et aux conditions d’exercice des mandats de leurs membres », Journal officiel de la République française, no 303,‎ 31 décembre 2015 (lire en ligne [PDF]).
6. ↑  « Décret no 2016-1596 du 24 novembre 2016 relatif au renouvellement des conseils économiques, sociaux et environnementaux régionaux et des conseils de la culture, de l’éducation et de l’environnement en Guyane, en Guadeloupe, en Martinique, à Mayotte et à la Réunion », Journal officiel de la République française, no 275,‎ 26 novembre 2016 (lire en ligne [PDF]).
7. ↑  « Loi no 2017-256 du 28 février 2017 de programmation relative à l’égalité réelle outre-mer et portant autres dispositions en matière sociale et économique », Journal officiel de la République française, no 275,‎ 1er mars 2017 (lire en ligne [PDF]).

- Recueil des actes administratifs de la préfecture de la Martinique

1. 1 2 3  « Arrêté no R02-2017-12-15-003 fixant la liste des organismes de toute nature représentés au sein de chaque section du conseil économique, social, environnemental, de la culture et de l’éducation, et le nombre de leurs représentants », Recueil des actes administratifs de la préfecture de la Martinique, no R02-2017-181,‎ 19 décembre 2017, p. 37-41 (lire en ligne [PDF]).
2. ↑  « Arrêté no R02-2017-12-29-002 désignant nominativement les représentants des entreprises et activités professionnelles non salariés, des organisations syndicales de salariés et des organismes et associations, au sein de chaque section du CESECE de la Martinique », Recueil des actes administratifs de la préfecture de la Martinique, no R02-2017-186,‎ 30 décembre 2017, p. 35-41 (lire en ligne [PDF]).
3. ↑  « Arrêté complémentaire no R02-2018-02-26-003 désignant nominativement les représentants des entreprises et activités professionnelles non salariés, des organisations syndicales de salariés et des organismes et associations, au sein de conseil économique, social, environnemental, de la culture et de l’éducation (CESECE) de la Martinique », Recueil des actes administratifs de la préfecture de la Martinique, no R02-2018-025 (spécial),‎ 26 février 2018, p. 3-9 (lire en ligne [PDF]).
4. ↑  « Arrêté complémentaire no R02-2018-03-08-008 désignant nominativement les représentants des entreprises et activités professionnelles non salariés, des organisations syndicales de salariés et des organismes et associations, au sein de conseil économique, social, environnemental, de la culture et de l’éducation (CESECE) de la Martinique », Recueil des actes administratifs de la préfecture de la Martinique, no R02-2018-032,‎ 9 mars 2018, p. 21-27 (lire en ligne [PDF]).
5. 1 2  « Arrêté no R02-2018-11-22-001 modifiant l’arrêté no R02-2017-12-15-003 fixant la liste des organismes de toute nature représentés au sein de chaque section du conseil économique, social, environnemental, de la culture et de l’éducation de la Martinique (CESESEM), et le nombre de leurs représentants », Recueil des actes administratifs de la préfecture de la Martinique, no R02-2018-147,‎ 23 novembre 2018, p. 37-45 (lire en ligne [PDF]).
6. ↑  « Arrêté no R02-2018-12-12-006 modifiant l’arrêté no R02-2018-03-08-008, désignant nominativement les représentants des entreprises et activités professionnelles non salariés, des organismes syndicales de salariés et des organismes et associations, au sein de chaque section du conseil économique, social, environnemental, de la culture et de l’éducation de la Martinique (CESECEM) », Recueil des actes administratifs de la préfecture de la Martinique, no R02-2018-155,‎ 14 décembre 2018, p. 78-80 (lire en ligne [PDF]).
7. ↑  « Arrêté no R02-2019-01-18-002 modifiant l’arrêté no R02-2018-03-08-008, désignant nominativement les représentants des entreprises et activités professionnelles non salariés, des organismes syndicales de salariés et des organismes et associations, au sein de chaque section du conseil économique, social, environnemental, de la culture et de l’éducation de la Martinique (CESECEM) », Recueil des actes administratifs de la préfecture de la Martinique, no R02-2019-008,‎ 19 janvier 2019, p. 93-95 (lire en ligne [PDF]).